# Uganda en los Juegos Paralímpicos de Atenas 2004
Uganda estuvo representada en los Juegos Paralímpicos de Atenas 2004 por dos deportistas, un hombre y una mujer. El equipo paralímpico ugandés no obtuvo ninguna medalla en estos Juegos.